# Giovanni Tramontini
Giovanni Tramontini est un karatéka français né le 1er décembre 1956 à Argenteuil. Il est connu pour avoir remporté l'épreuve de kumite individuel masculin open aux championnats du monde de karaté 1990 organisés à Mexico, au Mexique.

## Résultats
| Résultat           | Date          | Épreuve                | Catégorie | Compétition                | Ville hôte                |
| ------------------ | ------------- | ---------------------- | --------- | -------------------------- | ------------------------- |
| Médaille d'argent  | 1988          | Kumite individuel open | Seniors   | Championnats d'Europe 1988 | Gênes, en Italie          |
| Médaille d'argent  | 1990          | Kumite individuel open | Seniors   | Championnats d'Europe 1990 | Vienne, en Autriche       |
| Médaille d'or      | Novembre 1990 | Kumite individuel open | Seniors   | Championnats du monde 1990 | Mexico, au Mexique        |
| Médaille d'argent  | 1991          | Kumite individuel open | Seniors   | Championnats d'Europe 1991 | Hanovre, en Allemagne     |
| Médaille de bronze | 1992          | Kumite individuel open | Seniors   | Championnats d'Europe 1992 | Bois-le-Duc, aux Pays-Bas |